# Боярышница
Боя́рышница (лат. Aporia crataegi) — бабочка из семейства белянок (Pieridae). Гусеницы являются вредителями плодовых культур в Евразии и Северной Америке.

## Описание

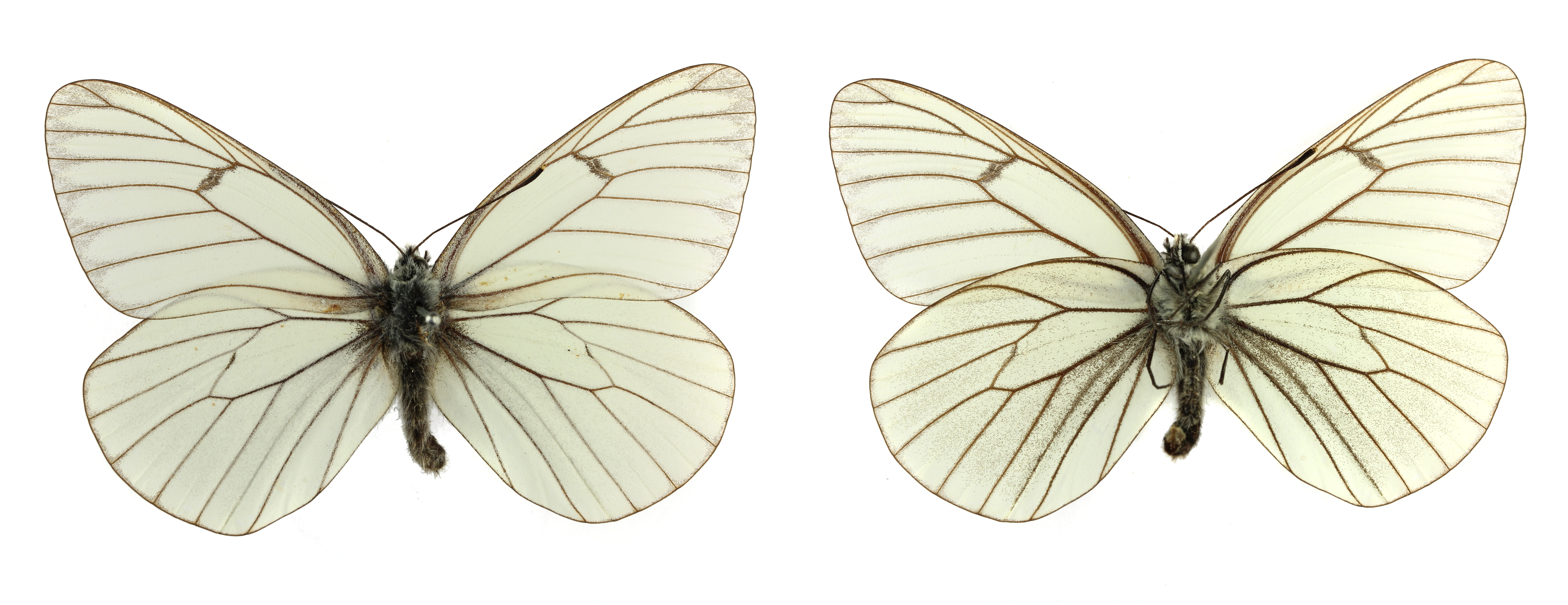

Длина переднего крыла до 39 мм. Размах крыльев 50—65 мм. Окраска крыльев белая, с выраженными чёрными жилками.

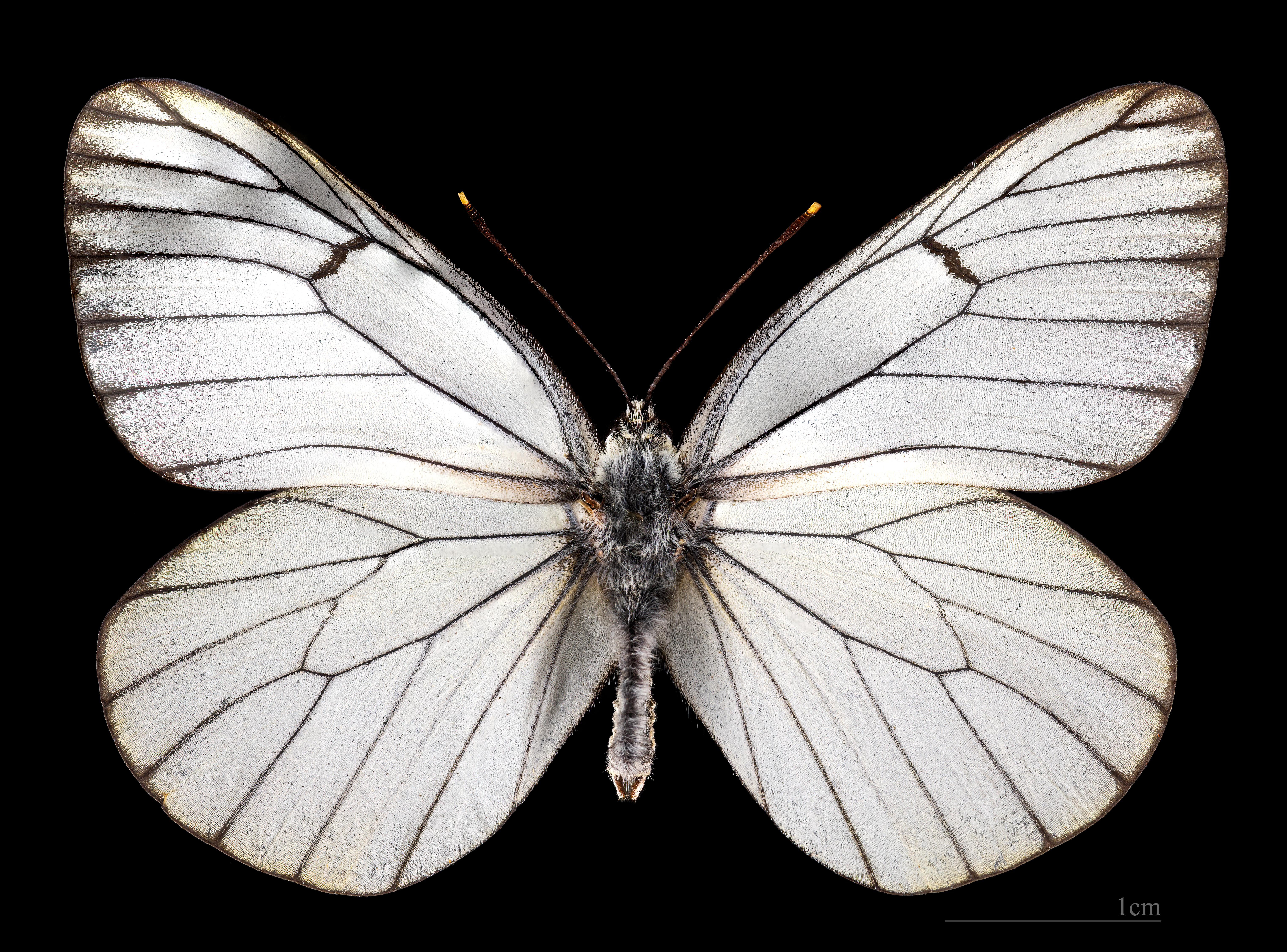
Aporia crataegi ♂
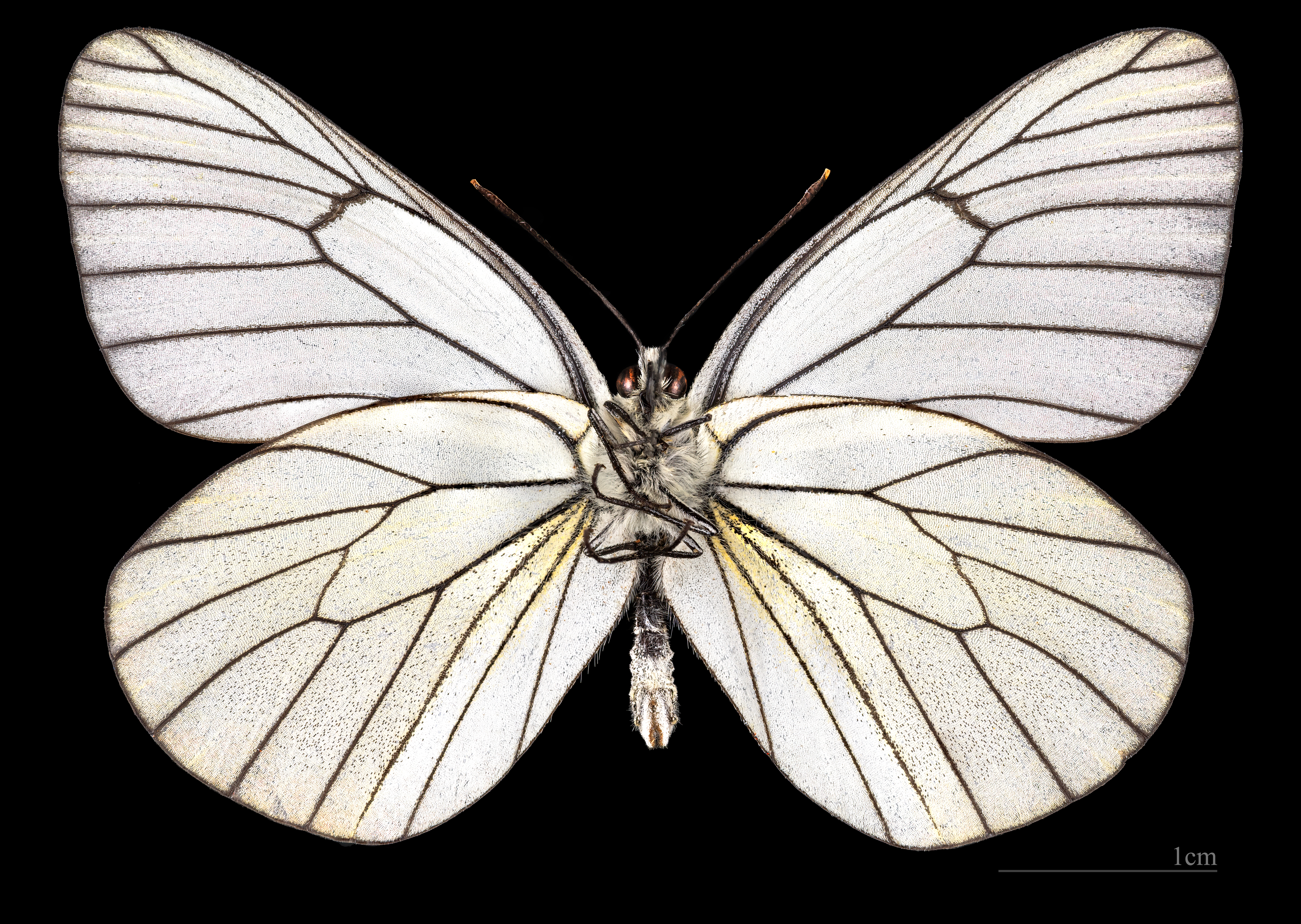
Aporia crataegi ♂ △
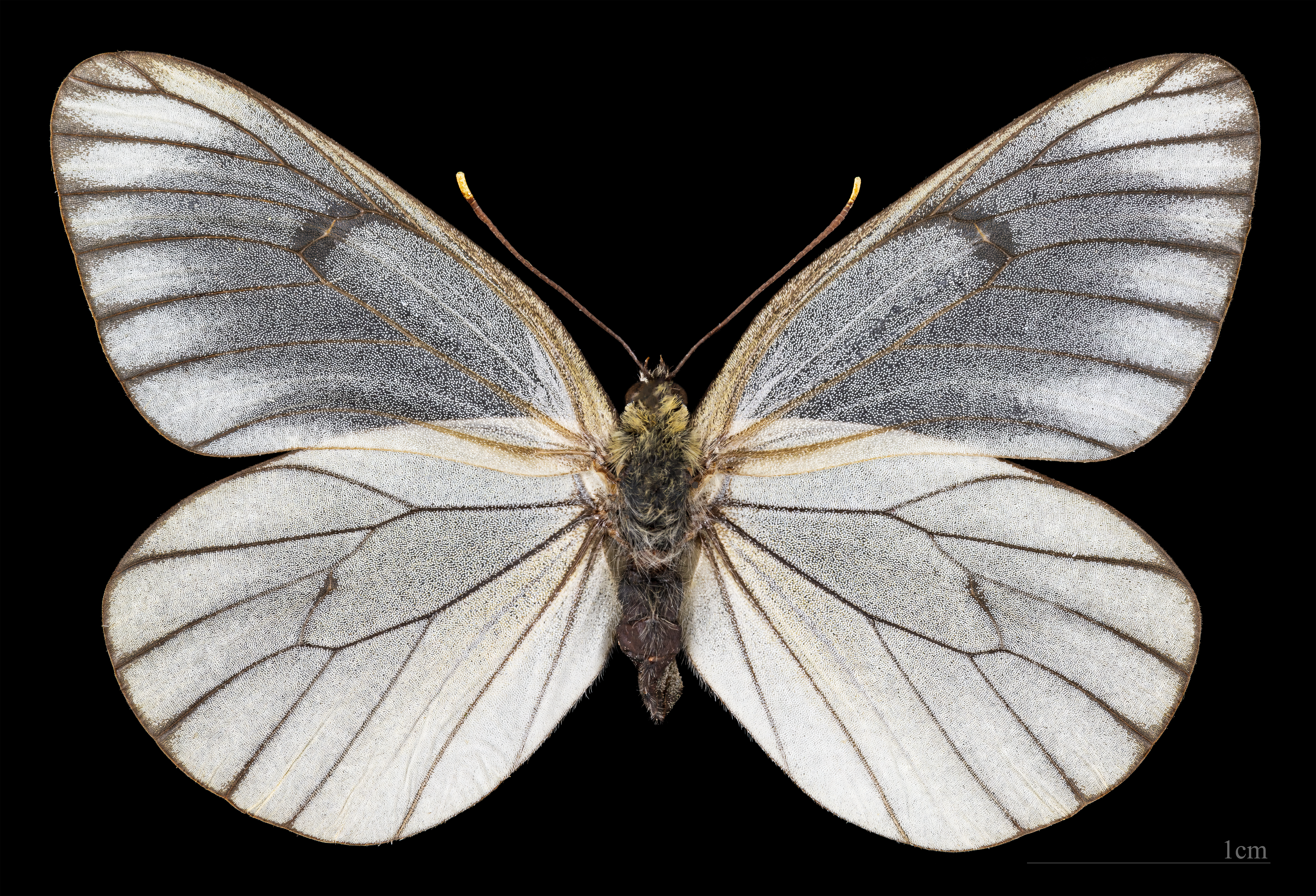
Aporia crataegi  ♀
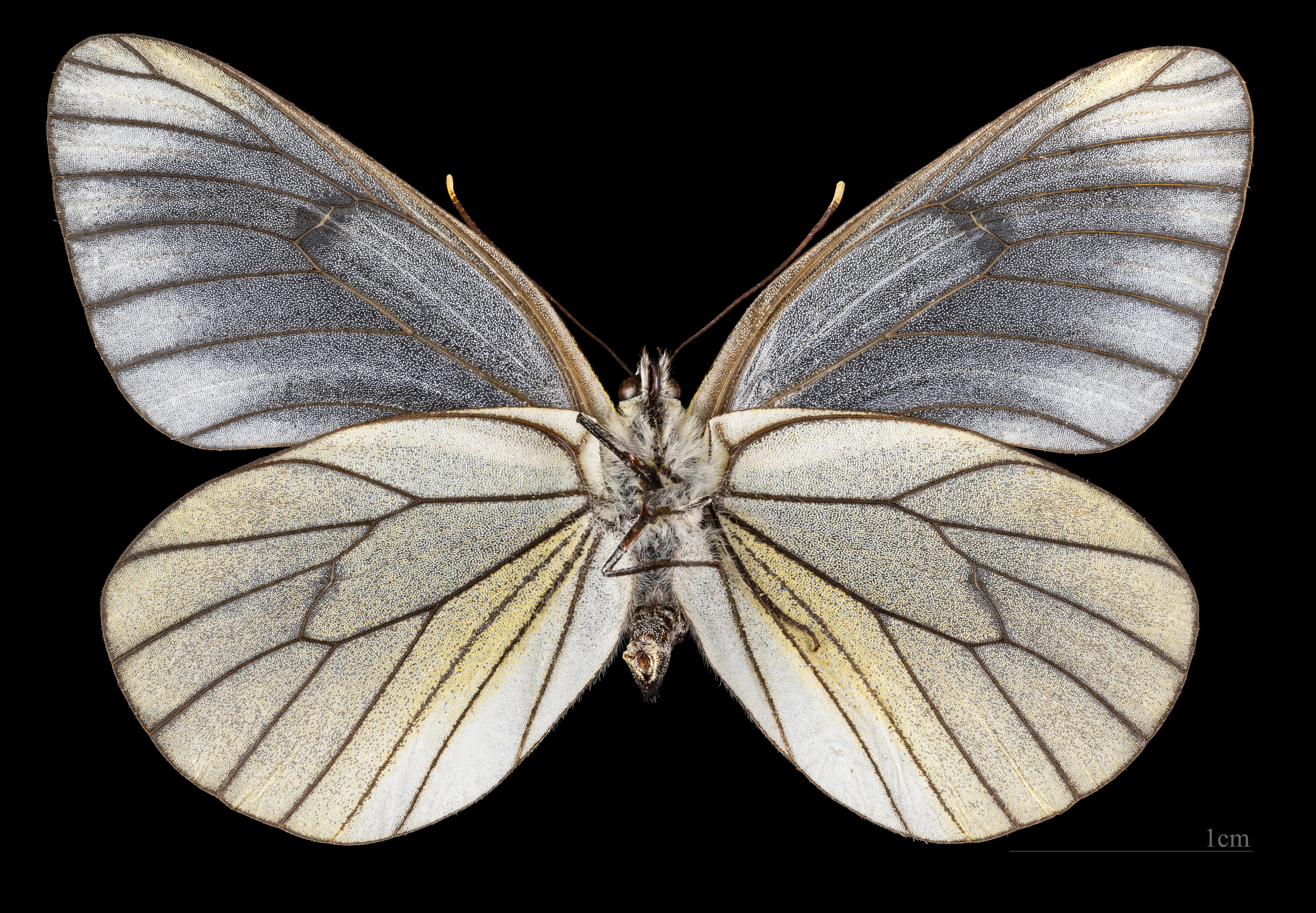
Aporia crataegi  ♀ △

## Ареал
Боярышница распространена по всей Европе, а также в Северной и Средней Азии до западных склонов гор Восточной Якутии и Японии. Вымерла в Англии, где её последний экземпляр был пойман в 1925 году, отсутствует на Сардинах и Корсике. Наиболее многочисленна в равнинных районах Якутии, где почти каждое лето происходит лёт миллионов особей этого вида.

## Время лёта
Бабочки выходят из куколки в июне, а на юге уже в мае. При выходе из куколки выступает капля красной жидкости (мекониум), что послужило поводом для суеверия о «кровавом дожде», который бывает в годы массового размножения данной бабочки.
Из-за тесного контакта бабочек с пыльцой, при питании нектаром на цветах, отмечается окрашивание нижней стороны крыльев в красноватые и желтоватые, а также в оранжевые цвета — соответственно цвету пыльцы.

## Размножение

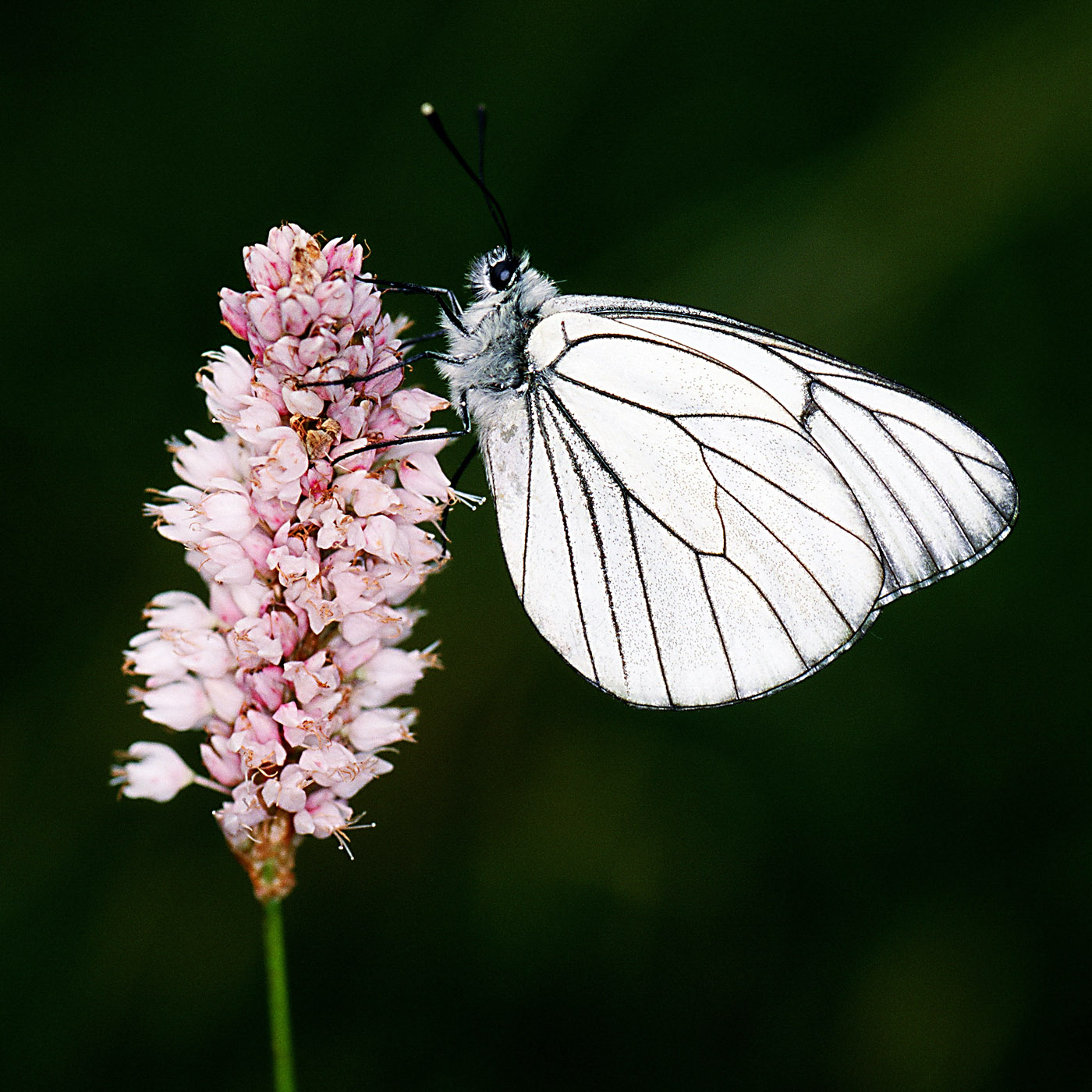

Яйца откладываются кучками, одна самка откладывает от 60 до 100 удлинённо-яйцевидных жёлтых яичек на верхнюю сторону листьев различных деревьев. Кормовые породы — слива, груша, яблоня, абрикос, боярышник, рябина, спирея средняя (Spiraea media), тёрн (Prunus spinosa), миндаль степной (Amygdalus nana), шиповник (Rosa), черёмуха (Padus), брусника (Vaccinium vitisidaea).
Недели через две из них вылупляются гусеницы.
Гусеница боярышницы пепельного цвета, на спине чёрная с двумя широкими оранжевыми или буроватыми продольными полосками. Вылупившиеся гусеницы оплетают листья шелковичными нитями и объедают их; обвитые листья буреют и свёртываются. Гусеницы растут медленно и зимуют на деревьях, в гнёздах, состоящих из нескольких обвитых нитями листьев. Весною гусеницы питаются почками и приготовляют себе новое, более обширное гнездо, в которое они возвращаются по вечерам и при возвращении холодной погоды. После последней линьки гусеницы начинают быстро расти. Перед окукливанием гусеницы расползаются и ведут одиночный образ жизни.
В июне, а на юге в начале мая они окукливаются. Куколка зеленовато-жёлтая или беловатая с чёрными пятнами, по большей части имеет горизонтальное положение.

## Естественные враги
На гусеницах паразитируют целый ряд наездников, например — Pimpla rufata, Microgaster crataegi, Pteromalus puparum.

## Галерея

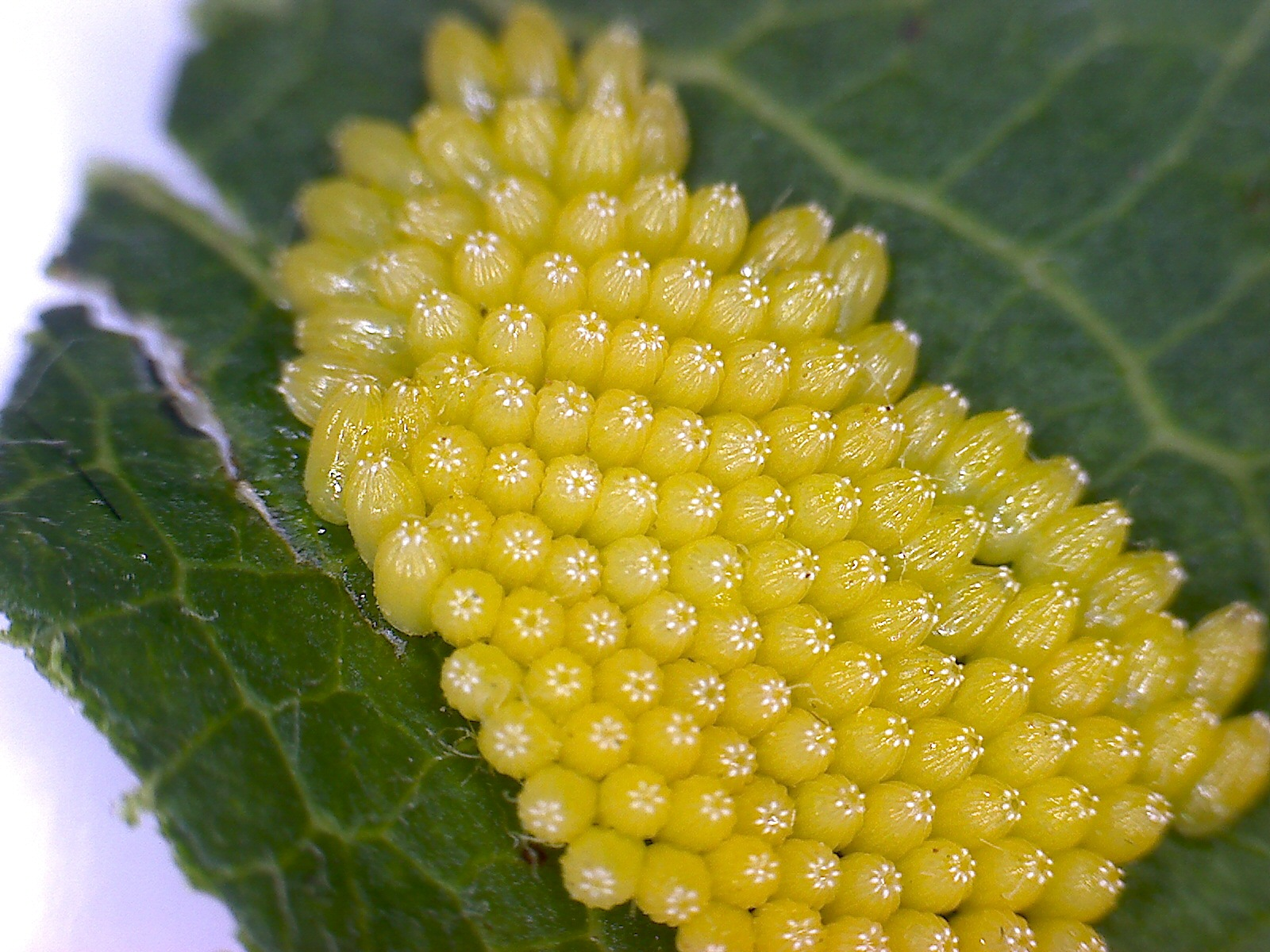
Яйца  на верхней стороне листа Яблони (Malus domestica). Увеличение примерно в 20 раз.
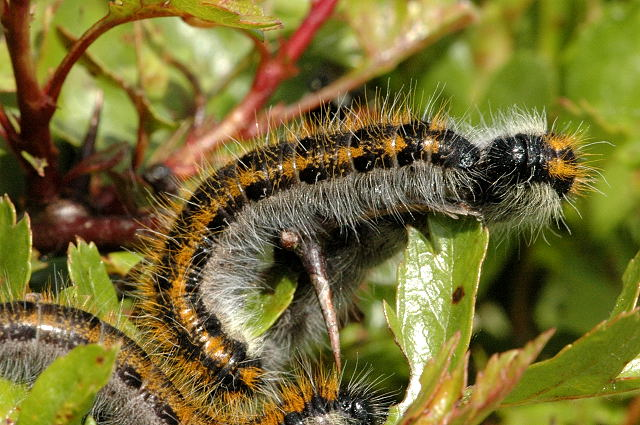
Гусеницы
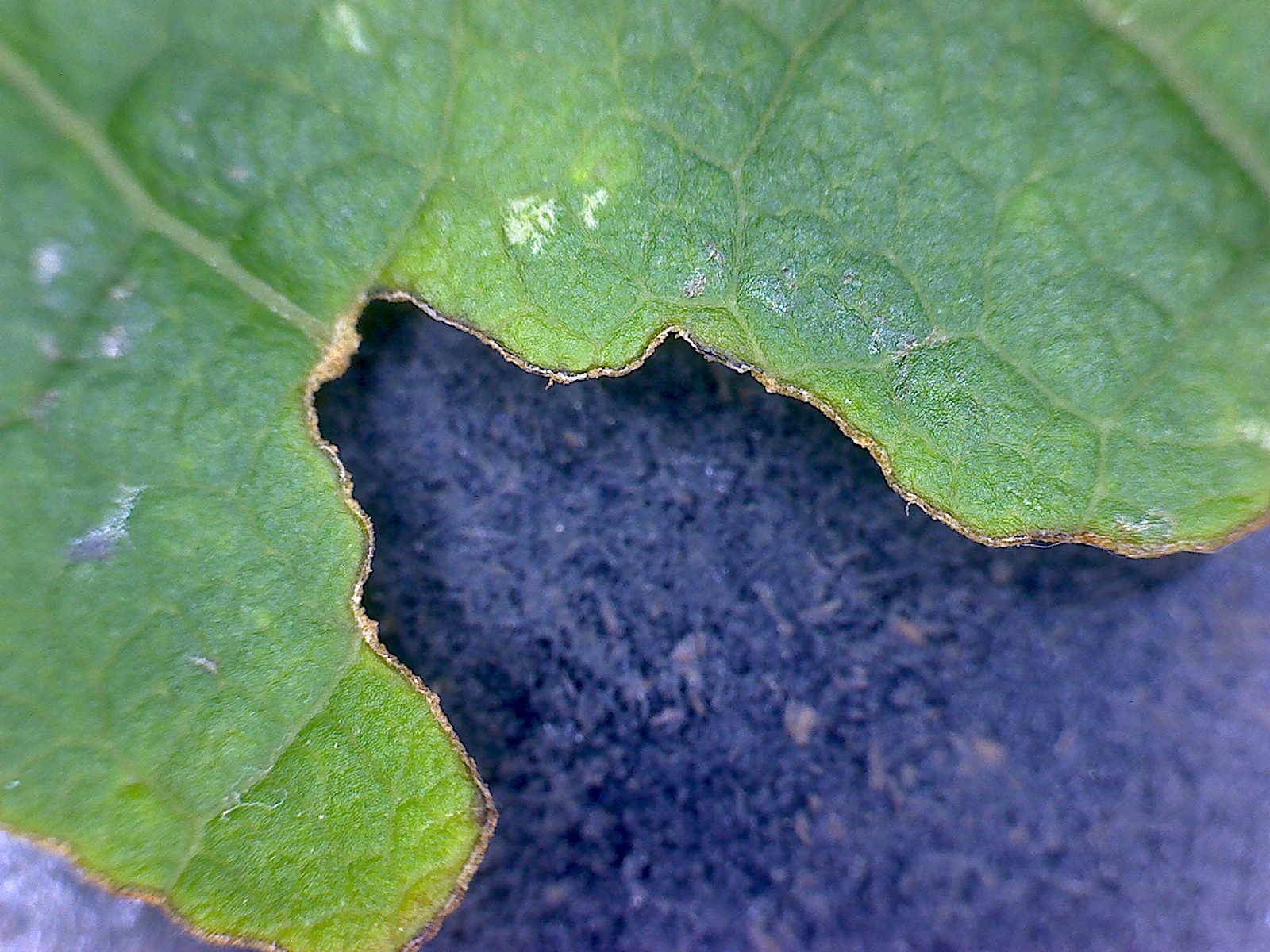
Погрыз гусеницы на листе черёмухи. Увеличение примерно в 20 раз.
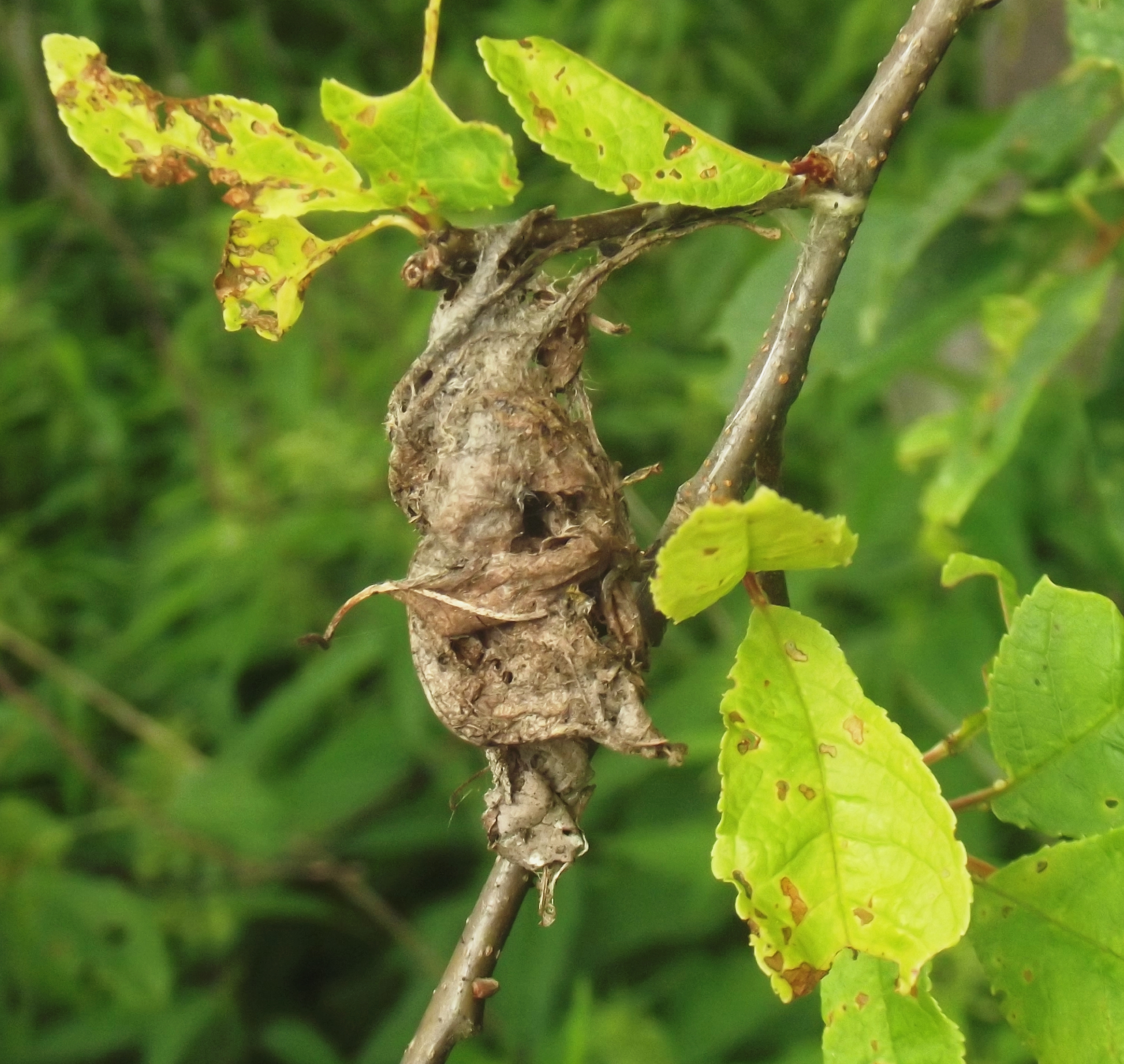
Зимнее гнездо гусениц боярышницы (Aporia crataegi) на черёмухе
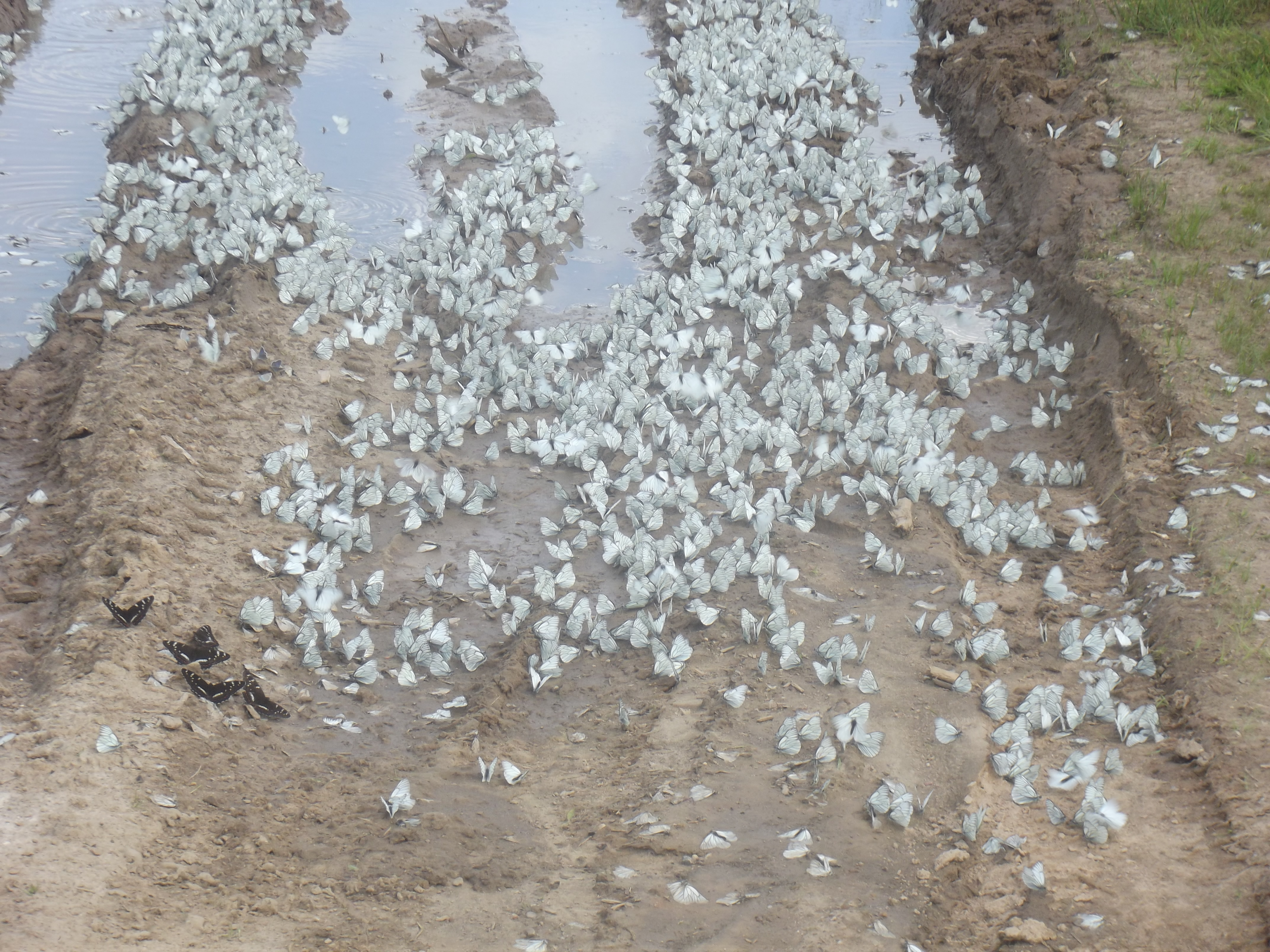
Массовый вылет боярышницы
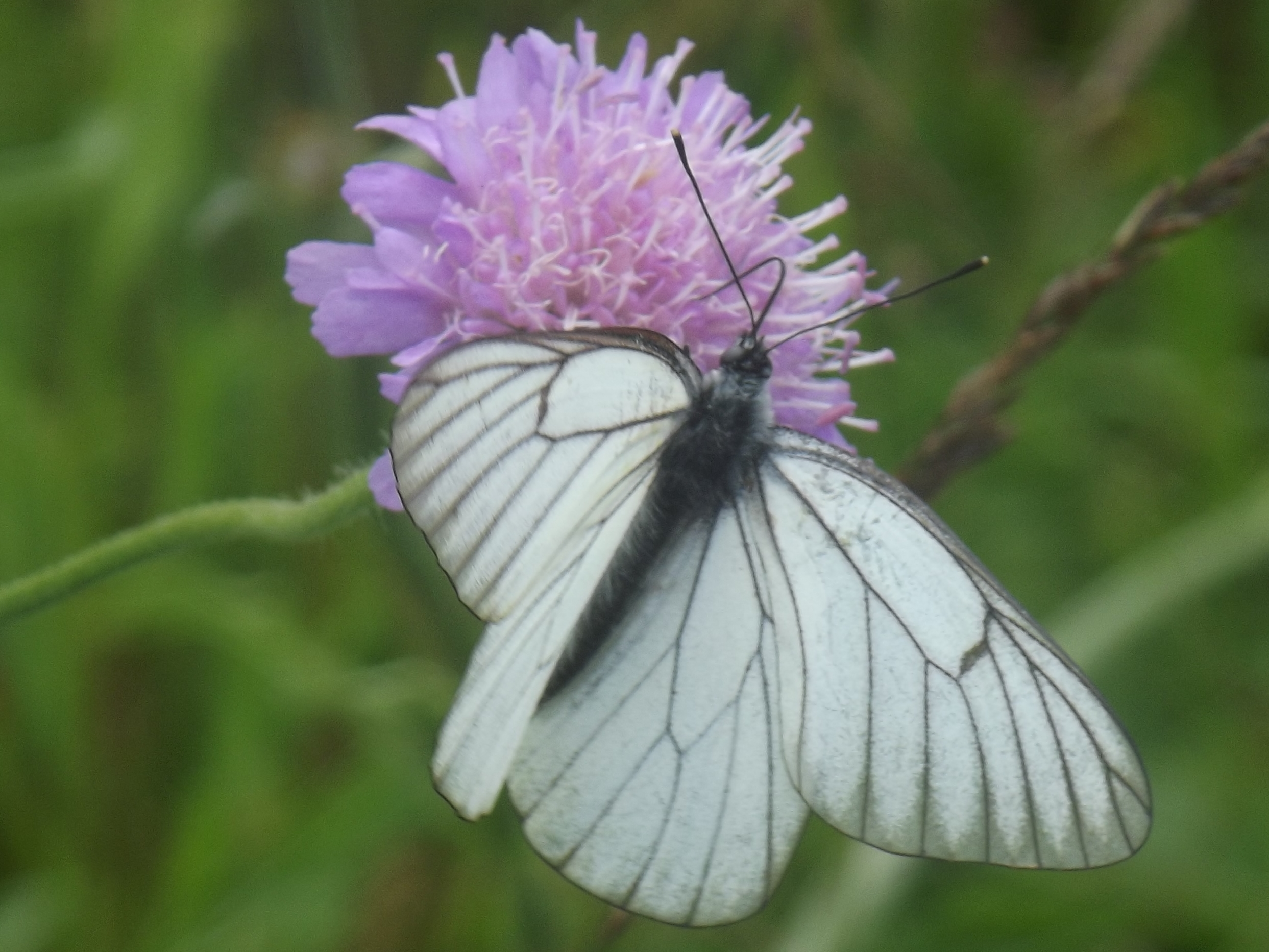
Боярышница на цветке Короставника полевого (Knautia arvensis)